# Ганс Зарков
Доктор Ганс Зарков (англ. Hans Zarkov) — вигаданий персонаж коміксів про Флеша Гордона та наступних серіалів, фільмів, телешоу та коміксів. Зарков — геніальний вчений, який створює ракету та змушує Флеша та Дейл Арден приїхати з ним на планету Монго та битися проти Міна Безжального. В оригінальному коміксі спочатку вважалося, що він загинув, коли його корабель врізався в планету Монго. Пізніше з'ясувалося, що поплічники Міна витягли його з-під уламків. Персонаж Заркова в коміксах DC 1980-х років розглядався так само.

## Комікс Алекса Реймонда
У першій сюжетній лінії «Флеша Гордона» Зарков виявляє, що Землі загрожує неминуче зіткнення з планетою Монго. Виявивши поблизу своєї лабораторії Флеша та Дейл, він викрадає їх під прицілом зброї та силою засовує в свій космічний корабель, який потім запускає на планету Монго. До другої сюжетної лінії стрічки Зарков стає більш симпатичним персонажем, який працює з героями, щоб стати постійним компаньйоном.

## Комікси
У коміксі «Флеш Гордон» 1996 року, опублікованому King Features, Зарков виконує свою традиційну роль допомоги Флешу в його пригодах. Це також усуває розбіжності в серіалах щодо імені Заркова, даючи повне ім'я персонажа як Ганс Алексіс Зарков. У коміксі Dynamite Comics 2011 року «Флеш Гордон: Дух часу» лікар Ганс Зарков — російський емігрант, який страждає від клінічної параної, живе у Швейцарії. Він викрадає Флеша і Дейл і везе їх до Монго на борту своєї ракети, яку тут називають «Коперник».

## В інших медіа
Вперше Заркова зіграв Френк Шеннон у серіалі «Флеш Гордона». У серіалі 1938 року «Подорож Флеша Гордона на Марс» його ідентифікують як «Алексіса Заркова».
У телесеріалі «Флеш Гордон» 1954 року персонаж був зображений Джозефом Нешем.
1977 року Зарков з'явився як вчений, який прагне врятувати Землю та представити на Землю величезні інопланетні сили в 11 епізоді 2 сезону «Супердрузі» під назвою «Заборонені сили». У цьому епізоді Флеш Гордон і Дейл Арден замінені Бетменом і Диво-Жінкою, які відправляються в космос, щоб врятувати Заркова та його помічника. Асистента викрадають так само, як він намагався вчинити з Мансоном у фільмі «Флеш Гордон» 1980 року.
Персонажа мультсеріалу <i>Filmation</i> 1979 року озвучив Алан Оппенгеймер. Проблеми, пов'язаної з тим, що Зарков змушує героїв супроводжувати його на Монго, уникають, змінюючи сюжет: Флеш і Дейл потрапляють до його підземної лабораторії під час небезпечного метеоритного дощу, який спричиняє смертоносне виверження вулкану, що затягує відвідувачів у пастку, навіть загрожуючи їм загибеллю. Тому ракета Заркова — єдиний засіб уникнути неминучої загибелі, і вони охоче сідають у неї. Після цього Зарков вибачається, що не може висадити пару перед тим, як продовжити шлях до Монго, і вони одразу ж погоджуються допомогти йому, як тільки він пояснить свою місію.
1980 року у фільмі «Флеш Гордон», знятому Діно Де Лаурентісом, персонажа зіграв Хаїм Топол (відомий лише як «Тополь»). За цією версією Зарков є колишнім науковцем NASA, якого звільнили через його «божевільні» теорії про напад інопланетян на Землю. Після його захоплення Мін відкриває єдину причину руйнування Землі в тому, що Зарков визнав катастрофи навмисним нападом. Швидкі спогади під час його сцени знищення пам'яті розкрили додаткову інформацію про його минуле. Він єврей і народився у Східній Європі. Його родина переїхала до Сполучених Штатів, рятуючись від Голокосту. До того, як його вигнали, Зарков працював у космічній програмі США (включно з програмою «Аполлон»). Крім того, в один момент його життя була дружина, яка померла, втопившись у басейні. Він може звести нанівець стирання пам'яті, запам'ятовуючи все, що він може (пісні «Бітлз», тексти Вільяма Шекспіра, формули Альберта Ейнштейна та його декламацію Талмуду) під час процесу, надаючи надто багато для обробки та, по суті, «заглушуючи» це.
У мультсеріалі 1996 року голосом доктора Ганса Заркова був Пол Шаффер.
У телесеріалі «Флеш Гордон» 2007 року персонажа зіграв Джоді Расікот . Він допомагає Флешу, Дейл і Бейліну стежити за розломами, що відкриваються. Він постійно здається дуже нервовим, і Бейлін описує його як «дивного, непосидючого маленького чоловічка». Його нервовий стан пов'язаний з тим, що після того, як доктор Гордон зник під час експерименту з розломом, його переслідували агенти ФБР, щоб приховати правду.